# Claudio Paglieri

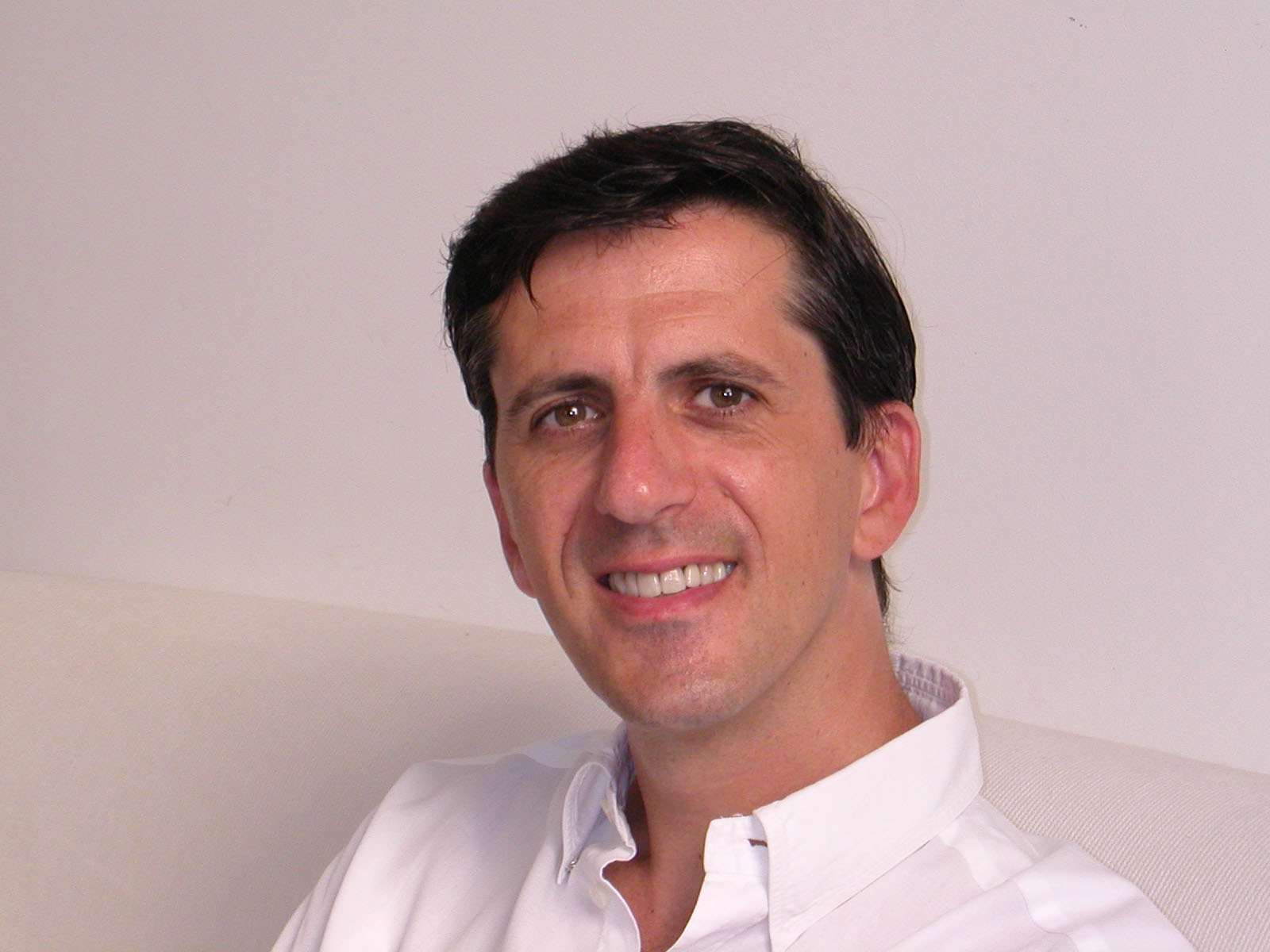
Claudio Paglieri, 2007

Claudio Paglieri (* 26. September 1965 in Genua) ist ein italienischer Schriftsteller.

## Leben
Einen ersten Erfolg erreichte er in Italien 1996 mit seinem satirischen Werk Liguri. Guida ai migliori difetti e alle peggiori virtù. Hierbei bezieht er sich in einem Wortspiel auf die antiken Ligurer sowie die gleichnamige heutige Bevölkerung Liguriens.
1997 und 1998 erschienen seine humoristischen Werke zu Dylan Dog.
Sein zweites satirisches Werk erschien 2001 unter dem Namen Giornalisti. Il mestiere più antico del mondo (Lavori socialmente inutili) (auf dt. Journalisten. Das älteste Gewerbe der Welt). Der Untertitel Sozial nutzlose Arbeiten nimmt den satirischen Anspruch vorweg.
Im gleichen Jahr veröffentlichte er sein erstes ernstes Werk Sommer Ende Zwanzig, für den er den Premio Albatros erhielt. Es war zudem sein erstes Werk, das in deutscher Sprache publiziert wurde.
Ab 2005 begann er mit der Kriminalroman-Reihe des Commissario Luciani, die in Genua lokalisiert ist. Das erste Werk der Reihe erhielt 2006 den Premio Bancarella Sport.
Seit 1990 arbeitet er in der Redaktion der regionalen Tageszeitung Il Secolo XIX.

## Werke

### Commissario Luciani-Reihe
- 2005: Kein Espresso für Commissario Luciani (ital. Domenica nera), auf dt. 2007 erschienen, übersetzt von Christian Försch, Aufbau-Verlag, ISBN 978-3-7466-2340-5
- 2007: Kein Schlaf für Commissario Luciani (ital. Il vicolo delle cause perse), auf dt. 2008 erschienen, übersetzt von Christian Försch, Aufbau-Verlag, ISBN 978-3-7466-2441-9
- 2010: Keine Pizza für Commissario Luciani (ital. La cacciatrice di teste), auf dt. 2010 erschienen, übersetzt von Christian Försch, Aufbau-Verlag, ISBN 978-3-7466-2607-9
- 2012: Kein Grappa für Commissario Luciani (ital. L’enigma di Leonardo), auf dt. 2013 erschienen, übersetzt von Christian Försch, Aufbau-Verlag, ISBN 978-3-7466-2902-5
- 2014: Das letzte Abendmahl für Commissario Luciani (ital. L’ultima cena del commissario Luciani), auf dt. 2015 erschienen, übersetzt von Christian Försch, Aufbau-Verlag, ISBN 978-3-7466-3133-2
- 2016: Kein Vorteil für Commissario Luciani. (ital. Delitto e rovescio), auf dt. 2017 erschienen, übersetzt von Christian Försch, Aufbau-Verlag, ISBN 978-3746633480
- 2021: (ital. Fine della corsa), noch nicht übersetzt.

### Weitere Veröffentlichungen
- 1996: Liguri. Guida ai migliori difetti e alle peggiori virtù, nicht übersetzt, Edizioni Sonda, Casale Monferrato, ISBN 978-88-710-6464-2
- 1997: Non son degno di Tex. Vita, morti e miracoli del mitico ranger, nicht übersetzt, Marsilio Editori, Venedig, ISBN 978-88-317-9204-2
- 1998: Mi chiamo Dog, Dylan Dog. Vita e imprese di un playboy fifone, nicht übersetzt, Marsilio Editori, Venedig, ISBN 978-88-317-7025-5
- 2001: Giornalisti. Il mestiere più antico del mondo (Lavori socialmente inutili), nicht übersetzt, Edizioni Sonda, Casale Monferrato, ISBN 978-88-710-6320-1
- 2001: Sommer Ende Zwanzig (ital. L’estate sta finendo), auf dt. 2003 erschienen, übersetzt von Verena von Koskull, Aufbau-Verlag, ISBN 3-7466-1895-9

### Hörbücher
- Kein Espresso für Commissario Luciani, Vertonung des 2007 in Deutschland erschienenen Buches mit Peter Davor, 2008, Verlag Hoffmann und Campe, ISBN 978-3-455-30600-2